# قصة بنات قوتشان (كتاب)
قصة بنات قوتشان: نوع الجنس والذاكرة الوطنية في التاريخ الإيراني هي كتاب في تاريخ سياسي عام 1998 كتبتها افسانه نجم أبادي. فهي تكشف عن حدوث الاتجار بالبشر في إيران عام 1905. «بنات قوشان» تُشير إلي مجموعة من الفتيات يبلغ عددهن 250 فتاة من منطقة قوتشان، للاتي خُطفن وتم بيعهن إلي الحكومة كبديل عن الضرائب.

## ملخص القصة
هذه القصة نموذج من أحداث الظلم التي قامت بها حكومات المقطاعات ونظام قاجار الوطني والتي أدت إلي حدوث الثورة الدستورية الفارسية. ففي منطقة قوتشان، حاكم المقاطعة «أسف الدولة» وضع ضريبة ثابتة علي كل المواطنين، بغض النظر عن أجورهم. فالفقير يُمكن أن يكون غير قادر علي دفع هذه الضرائب، نتيجة لسوء المحصول، وكانت النتيجة الوحيدة لرفع أجورهم هي بيع بناتهم إلي النخبة التركمان أو إلي رحل. والتركمان بدأو في غزو وشن غارات علي القري وأخذ النساء. وعندما توسل المواطنون أنهم سيدفعوا الضرائب المتاخرة عليهم، قاموا برميهم بالرصاص وقتلهم من قِبل المسؤلين في حكومة المقطاعات.

حوالي مئتين وخمسون فتاة تم بيعهن وعُرفوا باسم «فتيات قوتشان». وهذه الحادثة صورت نساء الإيران كأنهن «أشياء تباع» وتحدثت بشكل واضح عن مشكلة الفقر والظلم الأجتماعي الذي واجهه الناس في حكم هذه الحكومة. لذلك ذهب أهالي قوتشان للحكومة المركزية طلبًا للمساعدة. وأخيرًا ذهب مفتش إلي قوتشان، لكنه كان بالفعل تمت رشوته من قِبل حاكم المقاطعة، ولم يُبلغ الحكومة المركزية عن الظلم الذي يحدث في المقاطعة. فذهب أهالي قوتشان للحكومة المركزية مرة أخري للاحتجاج وفي النهاية حُلت المشكلة. نُشرت القصة في الجرائد في جميع أنحاء إيران وأثارت غضب شعبي عارم من أجل العدالة الأجتماعية وحكومة برلمانية. محمد حُسين طباطي، أحد أبرز الفلاسفة في ذلك الوقت؛ كان شديد الغضب وقال أن الحكومة لا تغطي احتياجات الشعب الأساسية:
كما أظهرت تلك الحادثة كيف كانت الصحف فعالة في نقل كافة المعلومات في جميع أنحاء البلاد حيث تعاطف جميع الإيرانين مع اولئك القوتشان وكانوا علي استعداد للتظاهر من أجل الحكومة الدستورية لذلك السبب.اسف الدولة والعديد من المسؤلين الرفعين المستوي في حكومتة وُضِعوا تحت المحاكمة في النظام الجديد عام 1906. وكان هناك العديد من الجهود المبذولة لاسترجاع الفتيات من التركمان. تمكنوا من أسترجاع بعض الفتيات وأخذهم إلي أبائهم، ولكن الغالبية العظمي لم يسطتيعوا العثور عليهن. «فتيات قوتشان» هي واحدة من العديد من الاحداث التي كانت عاملًا أساسيًا في في تعزيز الثورة الدستورية، كما أن الايرانين أدركوا أنهم سئموا من العيش تحت وطأة الحكم الظالم.